# Antonio Calegari

Madonnenaltar in der Kirche Faustino e Giovita in Brescia.

Antonio Calegari (* 2. Oktober 1699 oder 1698 (?) in Brescia; † 15. Juli 1777 in Brescia) war ein italienischer Bildhauer. Er gehörte zur Bildhauergeneration des Filippo della Valle, Pietro Bracci und Giovanni Maria Morlaiter und er war Zeitgenosse des die Epoche prägenden Malers Giovanni Battista Tiepolo.

## Leben und Werk

### Herkunft und Ausbildung
Antonio war der älteste Sohn von Santo Calegari (genannt „il Vecchio“), der in Brescia eine Bildhauerwerkstatt betrieb. Santo soll das Metier bei einem Schüler Alessandro Algardis erlernt haben. Er wird als ein besonders vielseitiger Künstler beschrieben, der in allen Materialien arbeitete und außerdem ein hervorragender Zeichner und Kupferstecher gewesen sei. Wie in Familienbetrieben üblich, traten seine beiden Söhne – Antonio und dessen jüngerer Bruder Alessandro – früh in die väterliche Werkstatt ein und wurden vom Vater in den verschiedenen Techniken und Materialien ausgebildet. Obwohl Antonio während seiner Lehrzeit die großen Kunstzentren Venedig, Mailand und vielleicht auch Rom zu Studienzwecken besucht haben könnte, er hat sehr wahrscheinlich keine reguläre Ausbildung außerhalb der Heimatstadt durchlaufen.

### Übernahme der Werkstatt
Am 3. August 1719 war Santo il Vecchio in Brescia so schwer erkrankt, dass er nach einem Notar rufen ließ, um sein Testament aufzusetzen. Der nicht eben reiche Mann verstarb kurz darauf und hinterließ seinen Kindern, insbesondere dem ältesten Sohn Antonio, die Verantwortung für die Familie und eine wenig lukrative Werkstatt. Diese erhielt ihre Aufträge vor allem von den alteingesessenen Brescianer Familien, den Patres von SS. Faustino e Giovita, von S. Agata und der Familie Martinengo.
Antonio heiratete im Jahre 1720, und im November 1721 wurde mit Santo der erste Sohn getauft, der später mit seinen jüngeren Brüdern Luca und Giuseppe die Bildhauertradition der Familie in der dritten Generation fortgeführt hat.

### Steinmetzarbeiten
Die Gegebenheiten, die Calegari des Öfteren gezwungen haben dürften (wie der Vater), als Steinmetz, als Restaurator, bestenfalls als Kopist zu arbeiten, änderten sich 1727, als das vakante Bischofsamt der Stadt neu besetzt wurde. Mit Kardinal Angelo Maria Quirini (1680–1755) bekam Brescia einen Bischof, der die Stadt und Diözese kulturell zu einem Höhepunkt führte. Mit seiner Amtsübernahme wurden die seit langem ruhenden Bauarbeiten am Neuen Dom von Brescia wieder aufgenommen und vom Kardinal mit großem finanziellen Einsatz energisch vorangetrieben. Die jetzt beschäftigten fremden Meister wirkten wie eine „kulturelle Entwicklungshilfe“ auf die ortsansässigen Künstler, die den großstädtischen Stil schnell zu adaptieren wussten – der Erfolgreichste auf dem Gebiet der Skulptur war mit Abstand Antonio Calegari.

### Künstlerischer Durchbruch
Auf seinen Durchbruch als Künstler musste Calegari bis in die Mitte der 1730er Jahre warten. Erst dann bot sich ihm die Chance, sowohl die einheimischen Gönner, als auch den wohl einflussreichsten Protektor, Kardinal Querini, von seinen Fähigkeiten zu überzeugen. Das „Dommonument“, für den Bischof von den Stadtverordneten gestiftet, bezeichnet den Wendepunkt in der Karriere des Bildhauers. Obwohl das Ehrenmal im Rahmen des Oeuvres nur von relativer künstlerischer Bedeutung ist und die Büste Querinis bei einem auswärtigen Meister bestellt wurde, begann man in Brescia die Bildhauerkunst Calegaris zu schätzen. Durch das ihm zugeeignete Monument auf Antonio aufmerksam geworden, übertrug der Kardinal dem Bildhauer den Auftrag für die zwei kolossalen Chorstatuen der „Heiligen Gaudentius und Philastrius“. Ab jetzt erhielt Calegari fortan mehr Aufträge, als er allein ausführen konnte.

### Familienbetrieb
Spätestens 1741 war der Bruder Alessandro von seiner Wanderschaft und in den väterlichen Betrieb zurückgekehrt. Über die Organisation des Familienbetriebes weiß man nichts, doch spricht vieles dafür, dass zwischen den Brüdern die Aufgaben verteilt waren. Alessandro, der sich in Deutschland als Stuckateur auf die Ausführung von Ornamenten spezialisiert hatte, übernahm auch in Brescia und Umgebung (bis hinauf nach Trient) vor allem die Aufträge, die in vergänglichem Material auszuführen waren. Seine Dekorationen, wie im Duomo Nuovo von Brescia ausnahmsweise in Marmor realisiert, sind nirgendwo verzeichnet, da es sich um Handwerk handelt.
Entsprechend sind auch nur zwei Werke überliefert, die Antonio selbst in Stuck gearbeitet haben soll. Dies sind ein heute verlorenes Relief für die Fassade der Biblioteca Queriniana in Brescia und die zwei Löwen mit dem Gaifami-Wappen im Stadtpalast der Familie. Er war ab 1735 so reichlich mit Aufträgen für Marmorbildwerke versorgt, dass er nicht mehr dazu kam, kleinere Aufträge – wie die vier Engelfiguren für den „Altare dello Spirito Santo“ in der Pfarrkirche von Alzano – auszuführen. Die Gips- oder Stuckstatuen, die gelegentlich Antonio zugeschrieben wurden, sind alle später entstanden, was aus der Ähnlichkeit mit den Marmorskulpturen zu schließen ist.
Genauso zu bezweifeln ist die Annahme, Antonio sei Bronzebildhauer gewesen, was öfter behauptet wird. Er hat zwar in einigen Fällen die Modelle für den Guss entworfen; mit der Ausführung wurde jedoch stets ein Bronzegießer beauftragt.

### Späte Jahre
In den 1740er – und 1750er Jahren hatte sich Antonios Ruf bereits über die Grenzen der Brescianer Diözese hinaus ausgebreitet. Er wurde nach Cremona, Bergamo und in die Provinz dieser Bistümer berufen. Wahrscheinlich unterhielt Calegari seitdem mehrere Werkstätten – wie zum Beispiel in Cremona – in denen der Marmor für die endgültige Bearbeitung von seinen Mitarbeitern vorbereitet wurde. Werke von künstlerisch bescheidenerem Anspruch wurden dort nach Modellvorlagen selbständig ausgeführt.
Antonio ist über 78 Jahre alt geworden und hat bis zu seinem Tod gearbeitet. Er starb als wohlhabender Mann und wurde in seiner Heimatstadt in der Pfarrkirche von SS. Nazaro e Celso begraben.

## Schüler
Von Antonios Figurenerfindungen sind eine Vielzahl italienischer Bildhauer stark beeinflusst worden.  Man nimmt deshalb an, dass einige von ihnen in der Brescianer Werkstatt ausgebildet worden sind.
Der einzig namentlich bekannte Schüler ist Antonio Possenti (Bergamo 1738–1768 Rom). In dessen posthumer Vita ist zu lesen, dass der damals Vierzehnjährige, als er „... vom Ruhm des Brescianer Bildhauers hörte ...“, seinen ursprünglichen Lehrer verließ, um unter Antonio zu arbeiten. Possenti sei für zwei Jahre – zwischen 1752 und 1754 – bei ihm gewesen, in denen er „... unter der Anleitung des großen Meisters ... einmalige Fortschritte ...“ gemacht habe. Empfohlen von Kardinal Querini, habe er anschließend seine Ausbildung in Rom, bei Bartolomeo Cavaceppi abgeschlossen und sei später ein erfolgreicher Antikenrestaurator und -kopist geworden.
Für die jüngere Generation der Bildhauer war die in der Lombardei bekannte und angesehene Werkstatt offenbar von großer Anziehungskraft; die Begabteren – wie Antonio Possenti – durften sich von der Ausbildung in Brescia Instruktion und Förderung der eigenen Karriere erwarten, den weniger Befähigten bot sie doch zumindest ein Auskommen.
Viele der heute unbekannten, ehemaligen Schüler haben noch lange nach dem Tod Antonios in dessen Tradition weitergearbeitet. Die mittlerweile unzähligen Falschzuschreibungen sind ein augenfälliger Beleg dafür, dass sein Stil, noch bis in das folgende Jahrhundert hinein nachgewirkt hat.